# Следы животных

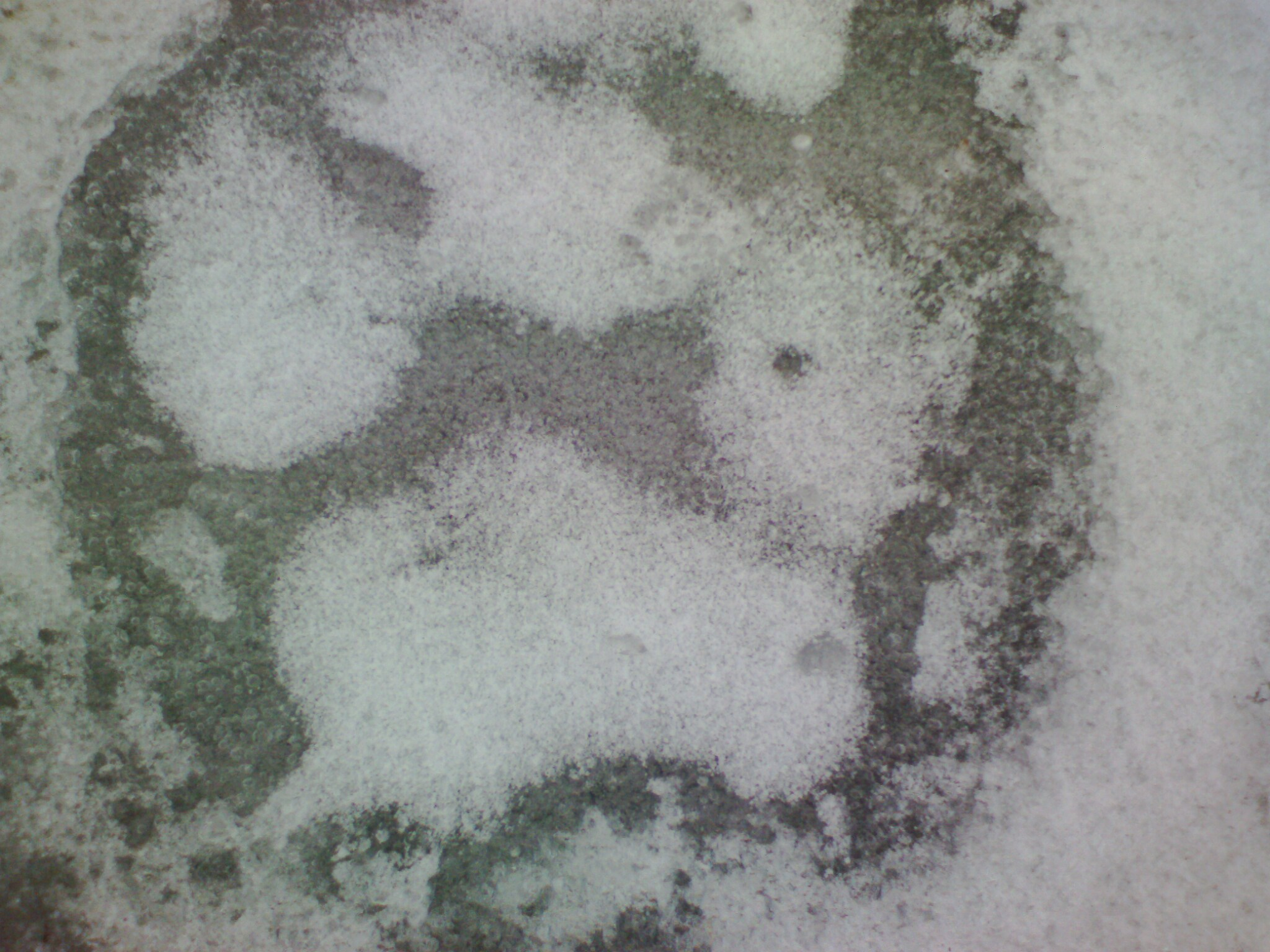
Собачий след диаметром более 8 сантиметров (соответственно, след крупной собаки)

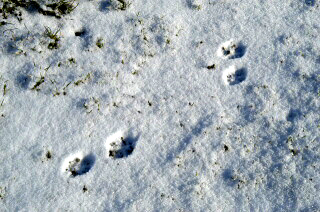
Следы лисицы

Следы животных — оставленные животными отпечатки конечностей (лап, копыт) на на снегу или грязи, а также на траве, особенно во время росы, имеют большое значение для охоты: по следам животных отыскивают (выслеживают) и окладывают, распознают их число, пол, возраст, а также ранено ли животное и даже насколько сильно ранено. Работники заповедников по следам производят учёт животных на охраняемой территории.

## Примеры
У животных, ведущий водный и полуводный образ жизни (бобёр, выдра, европейская норка, водоплавающие птицы) на следах пропечатываются плавательные перепонки между пальцами, а при наличии — и когтями.

### Млекопитающие

#### Хищники

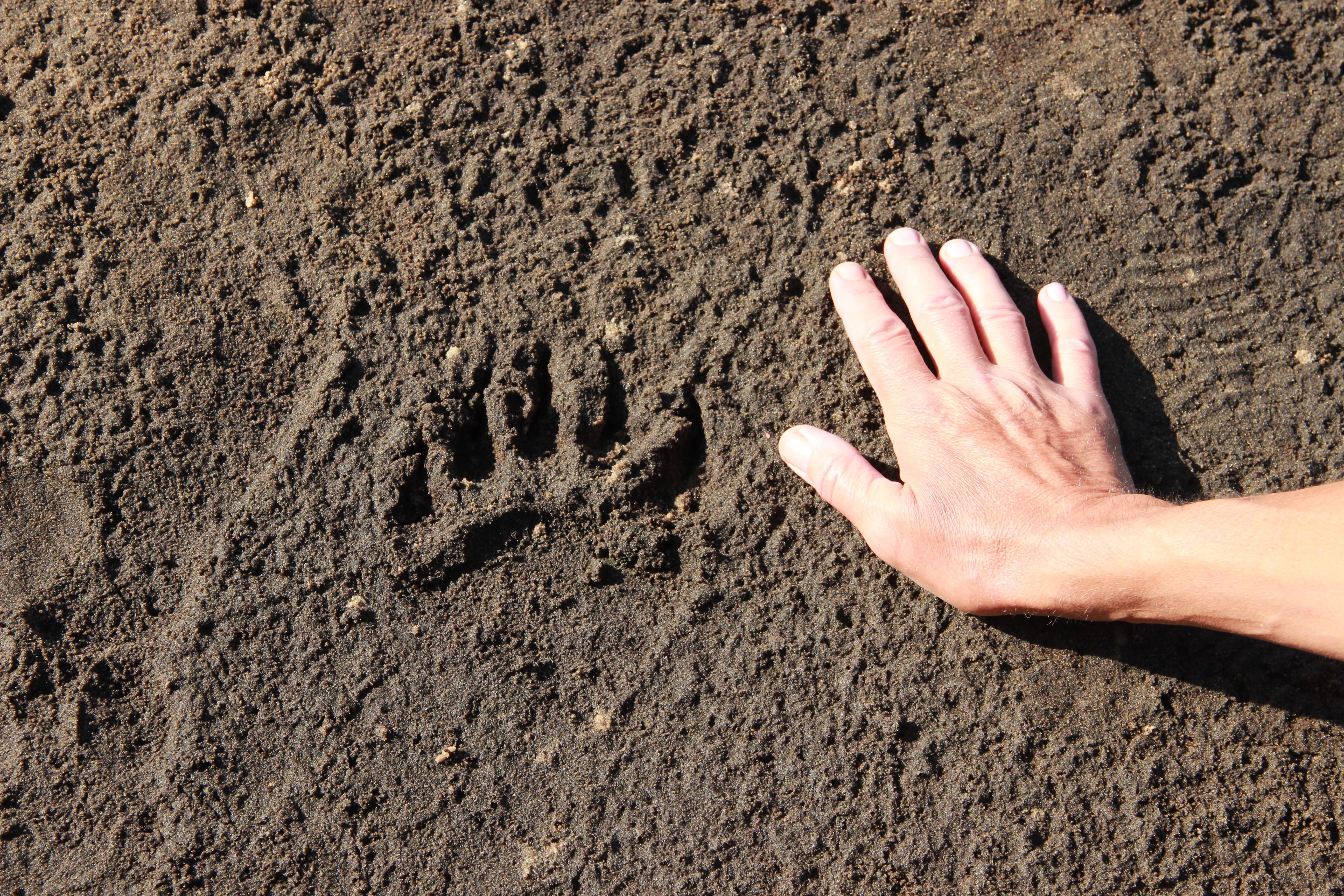
Медвежий след

Медвежий след похож на человеческий, отличаясь от него преимущественно отпечатками когтей. В следах задних лап медведя пропечатывается вся ступня, в то время как в передних — лишь небольшая часть ступни (так как при передвижении медведи не наступают на всю часть передних ног). Волчий след похож на след крупной собаки, отличается прежде всего тем, что он более вытянутый, а кроме того, более резко пропечатывается. Одно из главных отличий волчьих следов — прямолинейности их направления, обусловленных движением волка: при передвижением шагом или трусцой задняя нога наступает на след передней: например, в след правой передней ноги животное ступает левой задней ногой. Таким образом, общая последовательность следов расположена на одной практически прямой линии. Если же передвигается несколько волков, то каждый из них гуськом ступает ровно в следы предыдущего, из-за чего может возникнуть впечатление, что прошёл лишь один зверь. Цепочка следов скачущего волка похожа на таковую у крупных собак. Лисий след (нарыск) также напоминает собачий, но, как и волчий, отличается большей вытянутостью, а также правильностью поступи[чем?]. Троп[чего?] лисица не делает, а постоянно вступает, самым аккуратным образом, в прежние свои следы; самка почти всегда прихватывает задними ногами (черкает), самец же идет чисто. След рыси похож на кошачий, но в три раза крупнее по размеру, когти чаще всего не пропечатываются (как и у кошки, у рыси они втяжные) и видны только в случае самого быстрого бега.

#### Копытные

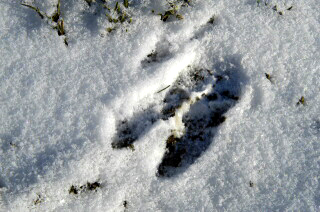
След благородного оленя

Следы диких коз отличается от следа домашней козы тем, что дикая коза не волочит ног по земле; след козла — круглый, тупой, а козы — острый, продолговатый, узкий. С другой же стороны, след безоарового козла практически аналогичен следу домашней козы, отличаясь большим изяществом, а также тем, что концы копыт несколько раздвинуты друг от друга. След домашней овцы очень похож на след муфлона. Следы лося довольно большие по размеру; лоси никогда не бороздят ногами и ставят их прямо. Следы быка всегда круглее и больше, чем следы коровы. След кабана похож на след домашней свиньи, но относительно больше и резче последнего. От следов оленей кабаньи следы отличаются длиной задних копытец и более короткому шагу.

#### Грызуны и зайцеобразные

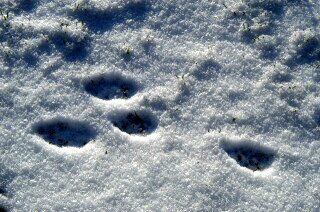
Следы зайца

Нормальная побежка зайца — крупные прыжки, причем задние ноги он выносит почти или совсем одновременно, а передние ставит последовательно одна за другой; только при очень больших прыжках заяц ставит и передние лапки почти вместе. Заячьи следы называются: концевыми (когда идёт на корм), жировыми (во время корма), скидочными и сметочными (самые большие прыжки, делаемые под углом к первоначальному направлению следа). Перед тем, чтобы залечь, заяц начинает делать петли, то есть закругляет свой ход, снова пересекая свой след; затем начинают встречаться двойки и тройки, то есть сдваивание и страивание следа, причём следы бывают наложены один на другой; после двойки обыкновенно заяц делает скидки в сторону. Весь отметившийся на снегу за ночь путь зайца, начиная от его логова, где он дневал, до жировки, то есть места, где он кормился, и обратного на лёжку, — называется маликом.

## Впалеонтологии

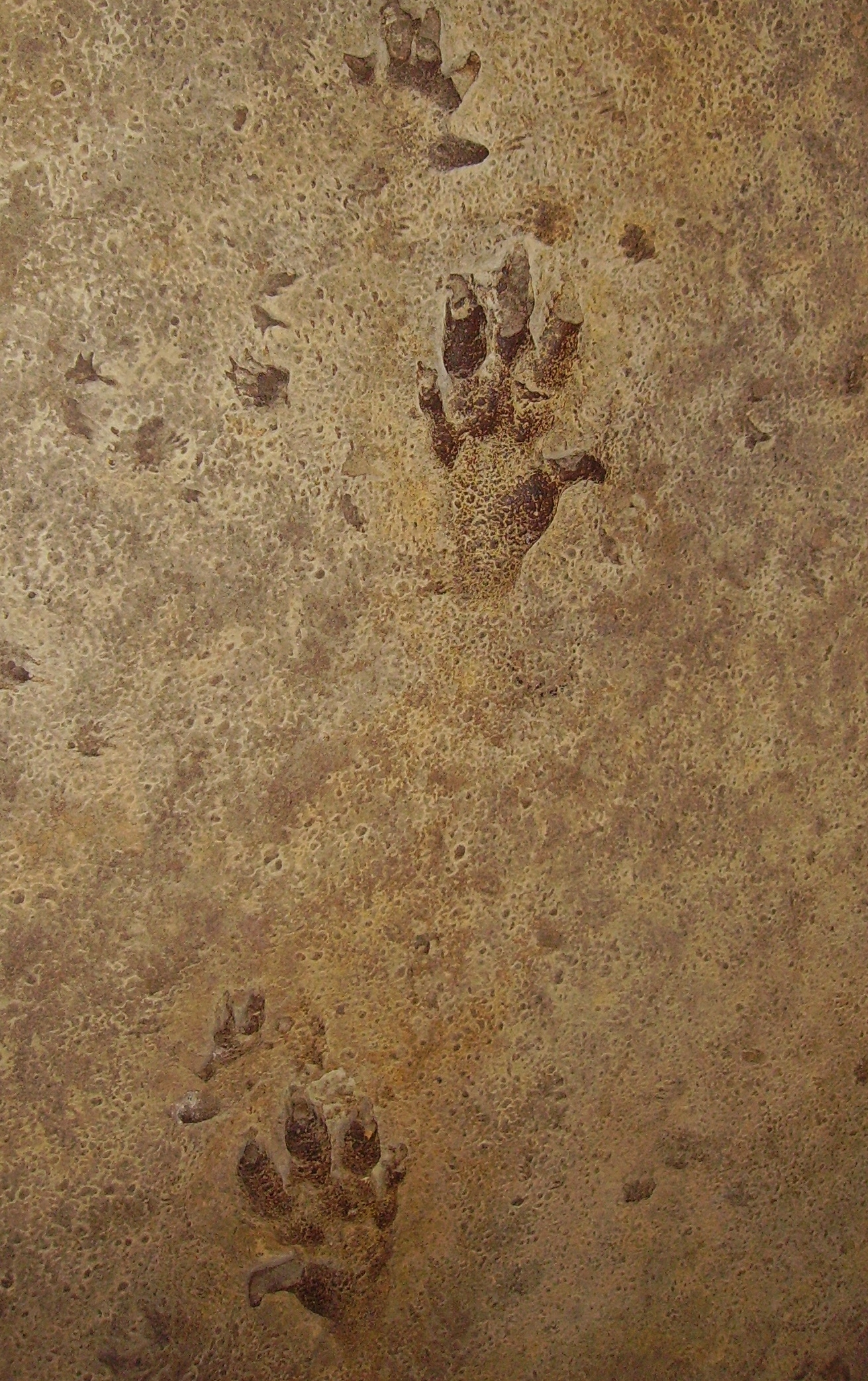
Окаменевшие следы хиротерия (Chirotherium)

Следы, пребывающие длительное время в стабильном состоянии, могут стать окаменелостью. По этой причине следы, оставленные вымершими животными, мы можем исследовать в различных типах горных пород. В окаменевшем состоянии следы известны лучше, чем в современном, что затрудняет их сопоставление с нынешними образованиями, даже если вид, оставивший следы, ещё не вымер.
В Международном кодексе зоологической номенклатуры организмы, известные только по окаменевшим следам, классифицируют как ихнотаксоны. Ихнотаксонам, как и «полноценным» животным, присваивают родовое и видовое названия. 
Окаменевшие следы известны практически по всему миру. Например, из Вологодской области известна находка известнякового образования позднего пермского периода с окаменевшими следами, датированными 250 миллионов лет назад, и оставленными парейазавром сухонопом (Suchonopus primus), когда он шёл по жидкому илу. Из Испании известны находки следов хиротерия (Chirotherium) — ихнорода диапсидных рептилий, обитавшего в триасовом периоде на территории Германии; самые крупные отпечатки достигают 10 см в ширину.
Сразу несколько ихновидов и ихнородов оленёкско-анизийского возраста происходят из североамериканской (Аризона, Юта, Нью-Мексико, Невада, Вайоминг, Айдахо) формации Moenkopi, где окаменевшие следы впервые обнаружили в 1928 году. В формации представлены Chirotherium, Synaptichnium (в т. ч. S. diabloense и S. cameronense), Isochirotherium, Rotodactylus, Procolophonichnium, Rhynchosauroides и неопределённые квадропедальные тетраподы из Капитол-Риф. Многие из этих следов принадлежат рептилиям из группы архозавров, но при этом встречающиеся в отложениях скелеты принадлежат амфибиям. Это может объясняться специфическим способом захоронения, а также разным образом жизни животных на пойме и в постоянном водотоке. 
Крупнейшие из известных отпечатков лап, размером 115×90 см, оставил в юрском периоде завроподный динозавр, получивший название бревипароп (Breviparopus taghbaloutensis). В 2001 году это животное попало в «Книгу рекордов Гинесса» с указанием предполагаемой длины 48 м.